# VideoLAN

VideoLANのロゴ

VideoLAN (ビデオ・ラン、VideoLAN organization) は、メディアプレーヤーの開発を行っているフランスの非営利団体 (2009年まではプロジェクト名) である。プロジェクト開始当初はメディアストリーミングのためのプログラムであるVideoLAN Client (VLC) とVideoLAN Server (VLS) を開発していたが、VLSの機能はVLCに取り込まれ、VLCはVLC media playerに改名した。
VideoLANプロジェクトはエコール・サントラル・パリの学生によって開始された。ソフトウェアはGNU GPLの下で配布されており、プロジェクトには40カ国以上の開発者が参加している。VideoLANは非営利団体となった2009年以降、エコール・サントラル・パリから分離している。
現在の議長はプロジェクトの開発者の1人でもあるJean-Baptiste Kempfである。

## プロジェクト

### VLC
VLC (VLC media player) は、非常に幅広いメディア・コーデック・ストリーミングプロトコルに対応したメディアプレーヤー・エンコーダ・ストリーマである。ネットワークを通してのストリーミングや、ファイルフォーマットの変換などを行うことができる。VLCはクロスプラットフォームに対応しており、2022年12月時点で約44億回ダウンロードされている。

### VLMC
VLMC (VideoLAN Movie Creator) は、VLC media playerを基にしたクロスプラットフォームのノンリニア動画編集ソフトウェアである。開発は初期段階であり、最新版は0.2.0。

### VLS
VLSは動画のストリーミングを行うためのサーバとして使用するために開発されていたが、現在はVLC media playerに機能が統合されたので、VLSの使用は推奨されていない。

### コーデック
VideoLANでは幾つかのデコーダと暗号解読のライブラリをホストしている。
- libdvdcss - CSSの解除[10]
- x264 - MPEG-4 AVCのデコーダ[11]
- x265（英語版） - MPEG-H HEVCのデコーダ[12]
- x262 - MPEG-2のデコーダ[13]
- libdca（英語版） - DTSのデコーダ[14]

また、FFmpegのGitリポジトリのホストも行っている。

### VLMa
VLMa (VideoLAN Manager) は、地上デジタルテレビ放送又は衛星放送で受信したテレビのチャンネルを管理するためのアプリケーションである。ユーザインタフェースはJavaで書かれたウェブサイトとして提供される。また、動画と音声のストリーミングをすることができる。VLMaはデーモン (VLMad) とウェブユーザインタフェース (VLMaw) から構成されている。VLMaはその他のVideoLANのソフトウェアと同様に、GNU GPLの下で配布されている。

### VLC media player Skin Editor
VLC media player Skin Editorは、スキンファイルの知識がないユーザでも、VLC media playerの新しいスキンを作成することができるWYSIWYGエディタである。

## 商用利用
2008年5月、Neuros Technologyとテキサス・インスツルメンツは、次世代セットトップボックスでVideoLANのポートを使用する作業を開始した。VLCはlibVLCとして製品に使用されている。Androidデバイスではそのまま或いはカスタマイズされたVLC for Androidが使用されている。特徴としては全天球カメラへの対応などがある。

## ソフトウェアバンドルへの反対
VideoLANの開発者は、公式のダウンロードファイルから変更され、不要なプログラムをバンドルした潜在的に迷惑なアプリケーションについて憂慮している。しかしVideoLANには企業が商標を濫用していることを訴えるためのお金がない。